# Старий Ачхой
Старий Ачхой (рос. Старый Ачхой) — село у Ачхой-Мартановському районі Чечні Російської Федерації.
Населення становить 870 осіб (2019). Входить до складу муніципального утворення Старо-Ачхойське сільське поселення .

## Географія
Село Старий Ачхой розташоване на відстані 8 кілометрів від районного центру Ачхой-Мартанова.

## Історія
У 1846 році на північ від Старого Ачхоя було побудовано Староачхоївське військове укріплення, що стало форпостом фортеці Ачхой, що була частиною Кавказької прикордонної лінії.
У період з 1944 по 1958 рік, після виселення місцевого населення і ліквідації Чечено-Інгушської АРСР, село носило назву Кизилово. Історичну назву було повернуто в 1958 році, після відновлення Чечено-Інгушської АРСР.
У роки Першої чеченської війни на території села знаходився найбільший в Ічкерії табір для полонених. У жорстких умовах в ньому містилися російські військові, а також цивільні особи, зокрема, настоятель храму Архангела Михаїла в Грозному Анатолій (Чистоусов). Його начальником до кінця березня 1996 року був Ахмед Дудаєв, племінник Джохара Дудаєва.
Згідно із законом від 14 липня 2008 року органом місцевого самоврядування є Старо-Ачхойське сільське поселення.

## Населення
| 1990 | 2002 | 2010 | 2012 | 2013 | 2014 | 2015 |
| ---- | ---- | ---- | ---- | ---- | ---- | ---- |
| 658  | ↗911 | ↗940 | ↗946 | ↘932 | ↘914 | ↘897 |
| 2016 | 2017 | 2018 | 2019 |      |      |      |
| ↘875 | ↘862 | →862 | ↗870 |      |      |      |